# 晋冀鲁豫边区白求恩国际和平医学专科学校
晋冀鲁豫边区白求恩国际和平医学专科学校是第二次国共内战期间中国共产党创立的一所医学院校。

## 历史沿革
1946年7月1日，晋冀鲁豫军区在河北邢台创立“晋冀鲁豫军区白求恩国际和平医院总院”。
1947年4月4日，该医院开办“白求恩国际和平医院附属护士学校”。
1947年8月，“晋冀鲁豫军区白求恩国际和平医院总院”改名为“晋冀鲁豫边区白求恩国际和平医院”。
1948年5月，晋冀鲁豫边区白求恩国际和平医院奉命迁入山西长治。以护士学校为基础，成立“白求恩国际和平医院医学专科学校”。校长由和平医院院长何穆兼任，教务主任由和平医院妇产科主任余国器兼任。
建校后该校一方面从河南招生，另一方面从和平医院选送部分合格人员入学。当年招收学员至与山西大学医学院合并时止，共有学员64名。
1949年8月22日，依据太原市军事管制委员会命令，白求恩国际和平医学专门学校与山西大学医学院合并。在校学生按照实际程度插入四、五两个年级（山西大学医学院学制为六年）学习。